# Nahr-e Karim
Nahr-e Karim (em persa: نهركريم, também romanizada como Nahr-e Karīm; também conhecida como Karīm) é uma aldeia do distrito rural de Nasar, no condado de Abadan, na província de Khuzistão, Irã.
Segundo o censo de 2006, sua população era de 34 habitantes, em 8 famílias.